# Ruwajda al-Hubti
Ruwajda al-Hubti, Ruwida El Hubti (arab. رويدة الحبطي; ur. 16 kwietnia 1989) – libijska lekkoatletka.
W 2004 wystąpiła w biegu na 400 metrów na igrzyskach olimpijskich. Odpadła w eliminacjach, zajmując ostatnie, 7. miejsce w swoim biegu eliminacyjnym z czasem 1:03,57 s. Wynik ten był wówczas rekordem Libii. El Hubti jest najmłodszym libijskim olimpijczykiem oraz pierwszą kobietą ze swojego kraju, która wystąpiła na igrzyskach olimpijskich.